# São Joaquim de Bicas
São Joaquim de Bicas là một đô thị thuộc bang Minas Gerais, Brasil. Đô thị này có diện tích 72,455 km², dân số năm 2007 là 22214 người, mật độ 306,6 người/km².